# Bolederes (Aguilar de Segarra)
Bolederes és una masia situada al municipi d'Aguilar de Segarra, a la comarca catalana del Bages.